# Theo Harych
Theo Harych (* 19. Dezember 1903 in Doruchow, Posen; † 22. Februar 1958 in Ost-Berlin) war ein deutscher Schriftsteller.

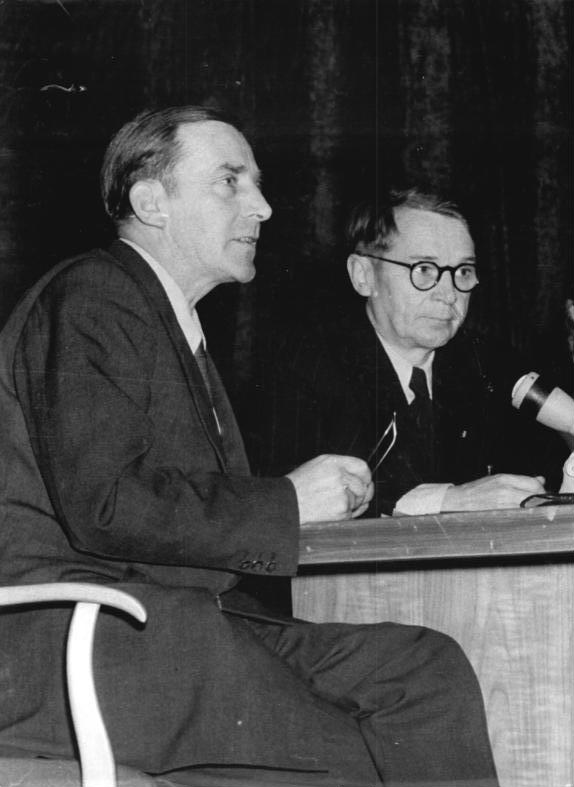
Theo Harych (rechts) und Bodo Uhse, 1954

## Leben
Theo Harych war der Sohn eines Landarbeiters. Von 1910 bis 1918 arbeitete er als Hütejunge und Knecht in Schlesien; den Besuch einer einklassigen Volksschule brach er 1916 ab. 1919 ging er nach Mitteldeutschland, wo er in einer Zuckerfabrik und in einer Braunkohlengrube in Mücheln arbeitete. Als Mitglied der Bergarbeitergewerkschaft nahm er 1921 im Geiseltal am Mitteldeutschen Aufstand teil. 1923 besuchte er eine Fahr- und eine Dienerschule in Halle (Saale); anschließend war er als Wanderbursche in Sachsen unterwegs. 1925 war er für kurze Zeit Chauffeur beim erfolgreichen Fabrikanten Hans Windhoff, Inhaber der Windhoff Motorenbau Berlin und zugleich Gutsbesitzer in Scharfenbrück bei Luckenwalde, wurde allerdings bereits nach fünf Monaten wegen kommunistischer Propaganda fristlos entlassen. Es folgten erneute Wanderungen und eine Zeit als Kraftfahrer in Berlin. Von 1930 bis 1936 war Harych arbeitslos, ab 1936 arbeitete er als Hilfsschlosser. Von 1936 bis 1944 führte er mit einem eigenen Lieferwagen Lohnfuhren aus. Er wurde zwar 1944 zur Wehrmacht eingezogen, allerdings wegen eines Ohrenleidens einer sog. „Ohrenkompanie“ zugeteilt und schon bald wieder entlassen.
Nach dem Zweiten Weltkrieg arbeitete er erneut als Kraftfahrer in Ost-Berlin. Sein schriftstellerisches Talent wurde 1950 entdeckt und ermöglichte ihm eine Existenz als freier Schriftsteller. Harych war Mitglied des Schriftstellerverbandes der DDR und erhielt 1954 den Heinrich-Mann-Preis. Er starb durch Freitod.
Theo Harych verfasste neben einem Kinderbuch drei Romane, von denen Hinter den schwarzen Wäldern Harychs ärmliche Kinder- und Jugendjahre schildert. Themen von Im Geiseltal sind Elend und Auflehnung der Arbeiterschaft im mitteldeutschen Braunkohlerevier bis zum Aufstand von 1921; der dritte Roman Im Namen des Volkes ist die dokumentarische Verarbeitung des „Falls Jakubowski“, eines authentischen Justizskandals, dessen Opfer in den 1920er Jahren ein polnischer Landarbeiter geworden war.
Theo Harych verkörperte zwar das in der frühen DDR gepflegte Idealbild vom schreibenden Arbeiter, übertraf jedoch als erzählerisches Naturtalent und in seinem dokumentarischen Realismus die meisten Vertreter der staatlich geförderten proletarischen Literatur.

## Schriften
- Hinter den schwarzen Wäldern. Berlin 1951, Neuausgabe Berlin 2015. ISBN 978-3-923211-64-7. PDF
- Rabenspuk. Erzählung in: Neue Deutsche Erzähler. 1951.
- Bärbels und Lothars schönster Tag. Berlin 1952.
- Im Geiseltal. Berlin 1952.
- Im Namen des Volkes? Berlin 1958 (1962 als Mord ohne Sühne verfilmt).